# The Love Expert
The Love Expert er en amerikansk stumfilm fra 1920 af David Kirkland.

## Medvirkende
- Constance Talmadge som Babs
- John Halliday som Jim Winthrop
- Arnold Lucy som Mr. Hardcastle
- Natalie Talmadge som Dorcas Winthrop
- Fannie Bourke som Matilda Winthrop
- Nellie P. Spaulding som Cornelia
- Marion Sitgreave som Emily
- James Spottswood som Mr. Thompson
- David Kirkland som Mr. Smithers
- Edward Kepler som Blecker